# Velleda Cesari
Velleda Cesari   (Bolonya, 15 de febrer de 1920 - Gènova, 3 de maig de 2003) fou una tiradora d'esgrima italiana, especialista en floret, que va competir durant les dècades de 1940 i 1950.
Durant la seva carrera esportiva va prendre part en quatre edicions dels Jocs Olímpics d'Estiu, el 1948, 1952, 1956 i 1960. En els Jocs de Roma de 1960 guanyà la medalla de bronze en la prova del floret per equips del programa d'esgrima.
En el seu palmarès també destaquen sis medalles al Campionat del món d'esgrima, una d'or, una de plata i quatre de bronze, entre les edicions de 1947 i 1957.